# Brou
Brou is een gemeente in het Franse departement Eure-et-Loir (regio Centre-Val de Loire). De plaats maakt deel uit van het arrondissement Châteaudun en het gelijknamige kanton Brou. Brou telde op 1 januari 2022 3.245 inwoners.

## Geografie
De oppervlakte van Brou bedroeg op 1 januari 2022 19,83 vierkante kilometer; de bevolkingsdichtheid was toen 163,6 inwoners per km².

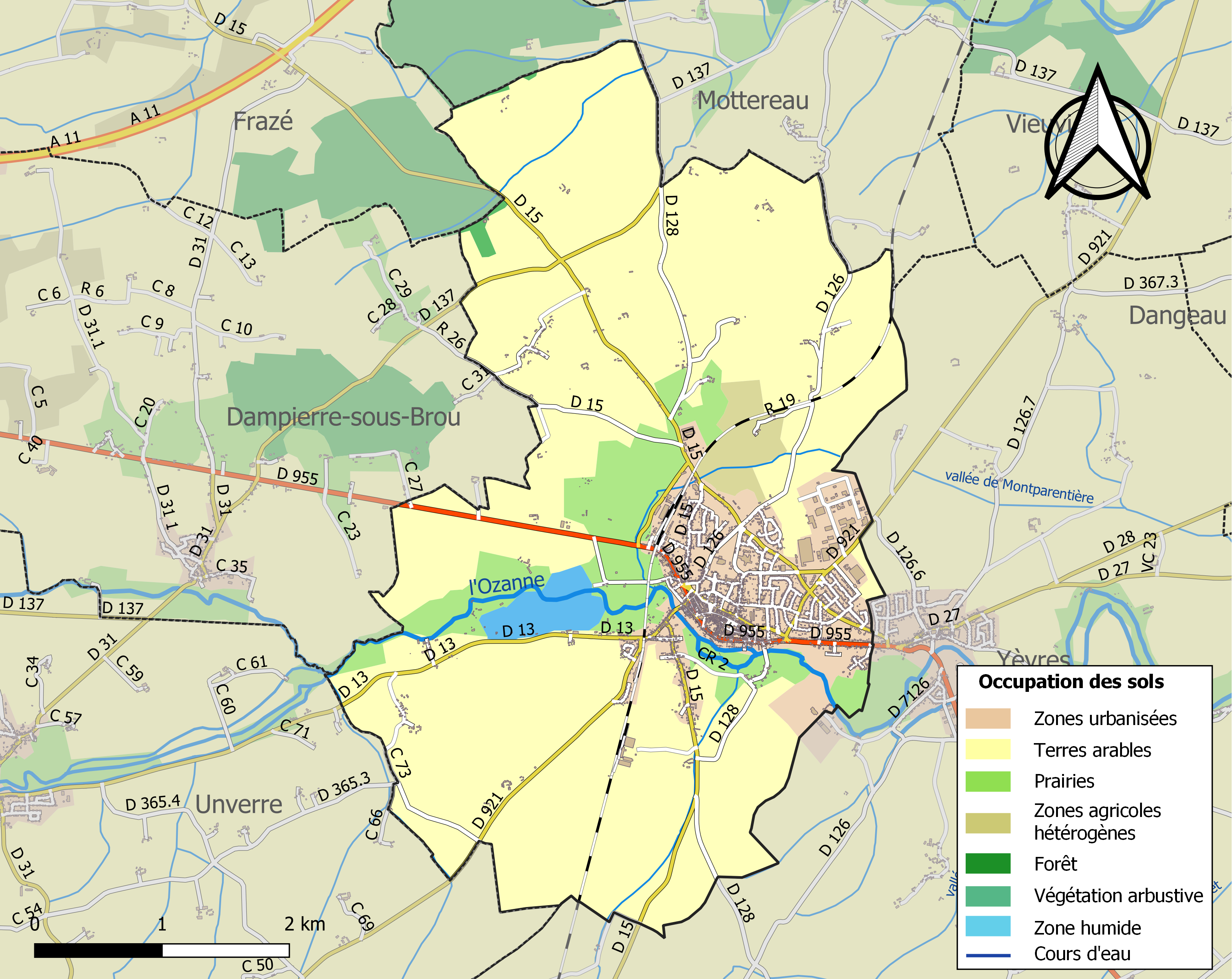
Kaart van de gemeente met belangrijkste infrastructuur, bodemgebruik en omliggende gemeenten

## Demografie
Onderstaande figuur toont het verloop van het inwonertal (bron: INSEE-tellingen).

## Afbeeldingen

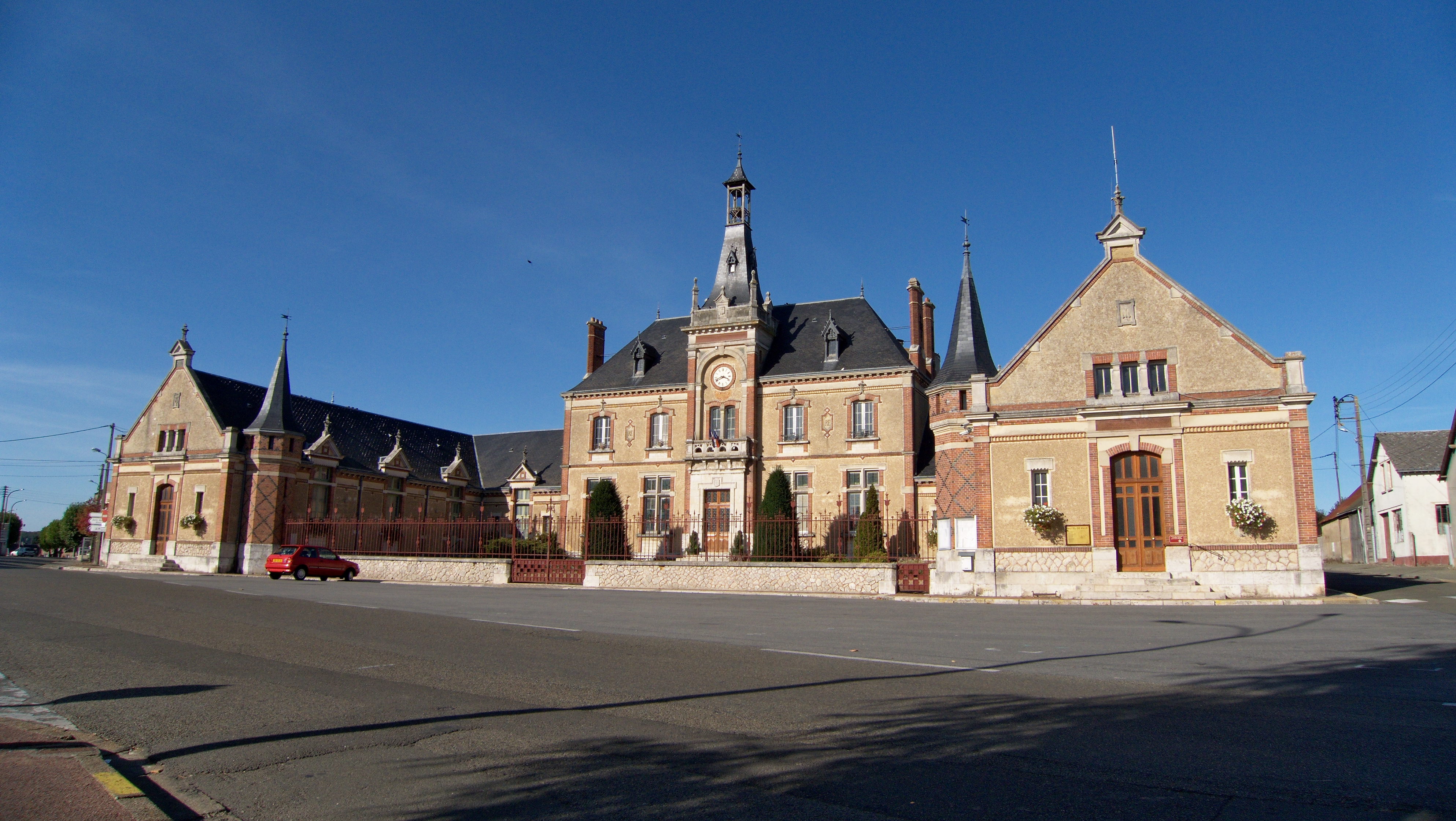
Gemeentehuis
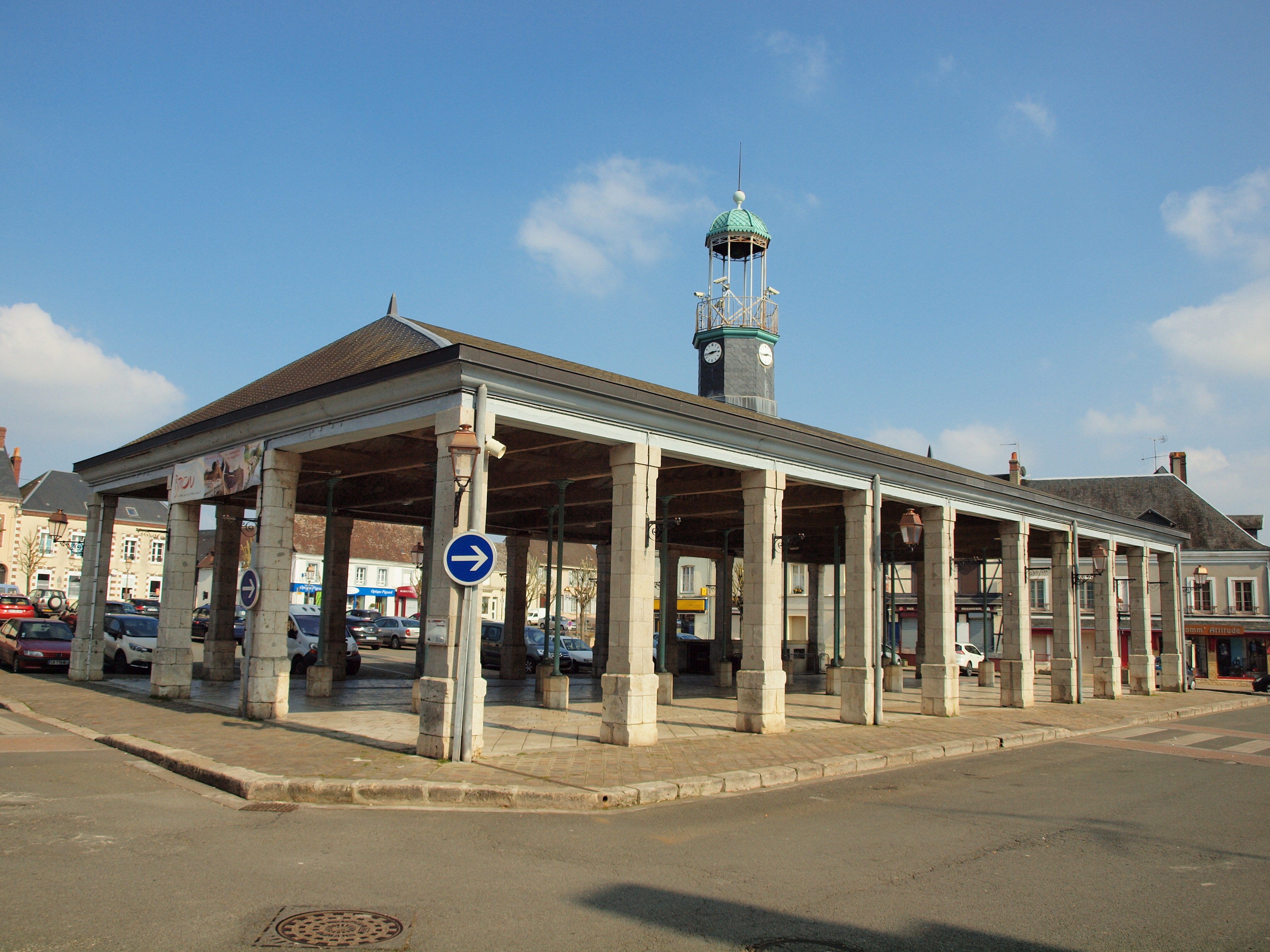
Markthal
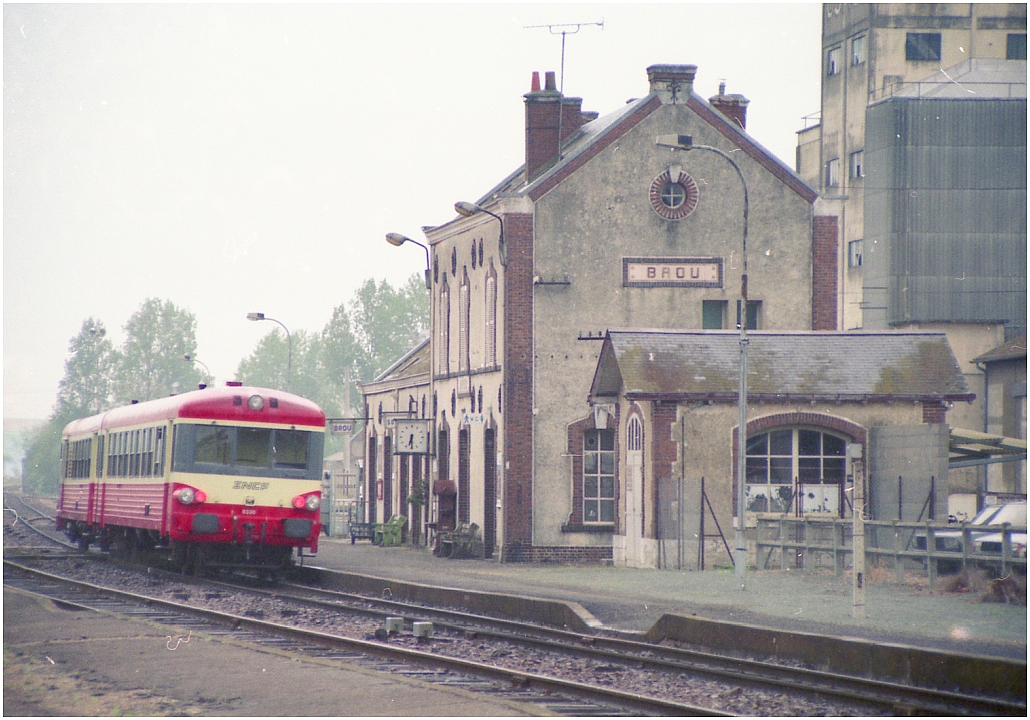
Station (1997)
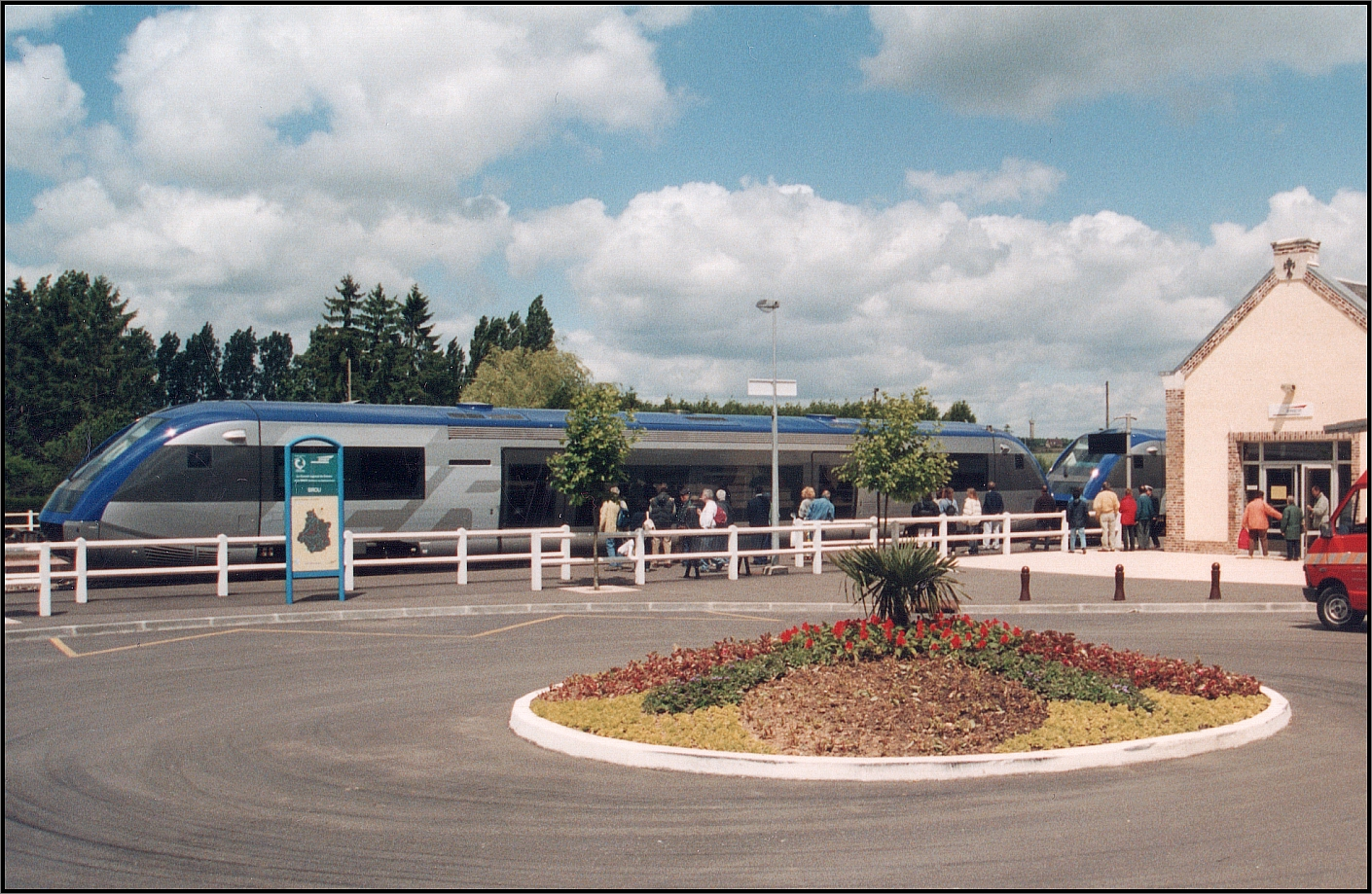
Station (2000)